# فستیوال دوگانه نهم

فستیوال دوگانه نهم (انگلیسی: Double Ninth Festival) یک تعطیلات سنتی چینی است که در روز نهم ماه نهم در گاه‌شماری چینی برگزار می‌شود و به گفته وو جون، قدمت آن به دودمان هان (۲۵–۲۲۰ پس از میلاد) برمی‌گردد. در این عید برخی از چینی‌ها برای ادای احترام به قبور اجداد خود می‌روند.